# Sarıyer Belediyesi Spor Kulübü 2014-2015
Questa voce raccoglie le informazioni riguardanti il Sarıyer Belediyesi Spor Kulübü nella stagione 2014-2015.

## Organigramma societario
Area direttiva
- Presidente: Ayşe Semra Kartal

Area tecnica
- Allenatore: Gökhan Edman
- Secondo allenatore: Armando Cosentino
- Assistente allenatore: Giray Taygun Yıldırım
- Scoutman: Fikret Ceylan

## Rosa
| N° | Nome               | Ruolo | Data di nascita   | Nazionalità sportiva |
| -- | ------------------ | ----- | ----------------- | -------------------- |
| 1  | Melike Yılmaz      | C     | 19 gennaio 1995   | Turchia              |
| 2  | Melis Durul        | S     | 21 gennaio 1993   | Turchia              |
| 3  | Buse Ene           | O     | 7 agosto 1996     | Turchia              |
| 4  | Beyza Arıcı        | C     | 27 luglio 1995    | Turchia              |
| 5  | Arelya Karasoy     | P     | 14 dicembre 1996  | Turchia              |
| 6  | Tijana Malešević   | S     | 18 marzo 1991     | Serbia               |
| 7  | Aslıhan Köyel      | L     | 6 gennaio 1981    | Turchia              |
| 8  | Aybüke Özdemir     | C     | 15 giugno 1996    | Turchia              |
| 10 | Serpil Ersarı      | L     | 28 febbraio 1990  | Turchia              |
| 11 | Tilbe Yağlıoğlu    | P     | 2 aprile 1996     | Turchia              |
| 12 | Ana Paula Ferreira | S     | 17 giugno 1980    | Brasile              |
| 13 | Rida Erlalelitepe  | S     | 22 luglio 1996    | Turchia              |
| 14 | Yusidey Silié      | O     | 11 novembre 1984  | Cuba                 |
| 15 | Ceren Navruz       | C     | 1º gennaio 1994   | Turchia              |
| 16 | Alexis Crimes      | C     | 12 giugno 1986    | Stati Uniti          |
| 17 | Hande Baladın      | O     | 11 settembre 1997 | Turchia              |
| 18 | Alica Székelyová   | P     | 5 gennaio 1981    | Slovacchia           |

## Mercato
| Acquisti | Acquisti           | Acquisti       | Acquisti   |
| R.       | Nome               | da             | Modalità   |
| -------- | ------------------ | -------------- | ---------- |
| C        | Melike Yılmaz      | Arkas          | definitivo |
| O        | Buse Ene           | Eczacıbaşı     | prestito   |
| C        | Beyza Arıcı        | VakıfBank      | prestito   |
| P        | Arelya Karasoy     | Eczacıbaşı     | prestito   |
| S        | Tijana Malešević   | Prostějov      | definitivo |
| C        | Aybüke Özdemir     | Eczacıbaşı     | prestito   |
| P        | Tilbe Yağlıoğlu    | ?              | definitivo |
| S        | Ana Paula Ferreira | Fakel          | definitivo |
| S        | Rida Erlalelitepe  | Eczacıbaşı     | prestito   |
| C        | Ceren Navruz       | ?              | definitivo |
| O        | Hande Baladın      | Eczacıbaşı     | definitivo |
| P        | Alica Székelyová   | Inattiva       | definitivo |
| C        | Alexis Crimes      | Lokomotiv Baku | definitivo |
| O        | Yusidey Silié      | Proton         | definitivo |

| Cessioni | Cessioni           | Cessioni      | Cessioni      |
| R.       | Nome               | a             | Modalità      |
| -------- | ------------------ | ------------- | ------------- |
| S        | Damla Çakıroğlu    | İdman Ocağı   | definitivo    |
| C        | Emel Çelikpazı     | -             | ritirata      |
| L        | Betül Vural        | Yeşilyurt     | definitivo    |
| C        | Ceylan Arısan      | Eczacıbaşı    | fine prestito |
| S        | Cansu Çetin        | Beşiktaş      | definitivo    |
| C        | Inna Molodcova     | Chimik        | definitivo    |
| S        | Mariia Voitenko    | ?             | definitivo    |
| O        | Gözde Yılmaz       | Eczacıbaşı    | fine prestito |
| P        | Dar'ja Chmil       | -             | ritirata      |
| C        | İkbal Albayrak     | Salihli       | definitivo    |
| P        | Ezgi Dilik         | Fenerbahçe    | definitivo    |
| P        | Alica Székelyová   | Rota Koleji   | definitivo    |
| C        | Ceren Navruz       | Beykoz        | definitivo    |
| S        | Ana Paula Ferreira | Știința Bacău | definitivo    |

## Risultati

### Voleybol 1. Ligi

#### Regular season

##### Andata
| 1ª giornata - 25 ottobre 2014 Burhan Felek Spor Salonu, Istanbul               | Fenerbahçe  | 3 - 0 | Sarıyer     | 25-11, 25-15, 25-18              |
| 2ª giornata - 1 novembre 2014 Bahçeköy Orman Fakültesi Spor Salonu, Istanbul   | Sarıyer     | 3 - 1 | Beşiktaş    | 25-17, 14-25, 25-14, 25-22       |
| 3ª giornata - 4 novembre 2014 Anafartalar Spor Salonu, Çanakkale               | Çanakkale   | 3 - 0 | Sarıyer     | 25-13, 25-22, 25-23              |
| 4ª giornata - 8 novembre 2014 Bahçeköy Orman Fakültesi Spor Salonu, Istanbul   | Sarıyer     | 3 - 0 | Nilüfer     | 25-22, 25-14, 25-19              |
| 5ª giornata - 16 novembre 2014 Bahçeköy Orman Fakültesi Spor Salonu, Istanbul  | Sarıyer     | 2 - 3 | Galatasaray | 9-25, 26-28, 25-23, 25-17, 13-15 |
| 6ª giornata - 22 novembre 2014 Trabzon 19 Mayıs Spor Salonu, Trebisonda        | İdman Ocağı | 3 - 1 | Sarıyer     | 17-25, 25-17, 25-22, 26-24       |
| 7ª giornata - 29 novembre 2014 Bahçeköy Orman Fakültesi Spor Salonu, Istanbul  | Sarıyer     | 0 - 3 | Bursa BB    | 13-25, 19-25, 20-25              |
| 8ª giornata - 2 dicembre 2014 Eczacıbaşı Spor Salonu, Istanbul                 | Eczacıbaşı  | 3 - 1 | Sarıyer     | 21-25, 25-20, 25-15, 25-13       |
| 9ª giornata - 6 dicembre 2014 Bahçeköy Orman Fakültesi Spor Salonu, Istanbul   | Sarıyer     | 0 - 3 | VakıfBank   | 8-25, 17-25, 17-25               |
| 10ª giornata - 13 dicembre 2014 Başkent Voleybol Salonu, Ankara                | İlbank      | 2 - 3 | Sarıyer     | 22-25, 25-18, 27-29, 19-25       |
| 11ª giornata - 20 dicembre 2014 Bahçeköy Orman Fakültesi Spor Salonu, Istanbul | Sarıyer     | 3 - 1 | Yeşilyurt   | 21-25, 25-18, 25-17, 25-16       |

##### Ritorno
| 12ª giornata - 25 febbraio 2015 Bahçeköy Orman Fakültesi Spor Salonu, Istanbul | Sarıyer     | 0 - 3 | Fenerbahçe  | 13-25, 17-25, 19-25               |
| 13ª giornata - 18 gennaio 2015 BJK Akatlar Arena, Istanbul                     | Beşiktaş    | 2 - 3 | Sarıyer     | 22-25, 25-23, 23-25, 25-21, 10-15 |
| 14ª giornata - 25 gennaio 2015 Bahçeköy Orman Fakültesi Spor Salonu, Istanbul  | Sarıyer     | 3 - 1 | Çanakkale   | 25-21, 17-25, 25-22, 25-20        |
| 15ª giornata - 1 febbraio 2015 Cengiz Göllü Kapalı Spor Salonu, Bursa          | Nilüfer     | 2 - 3 | Sarıyer     | 18-25, 30-28, 25-13, 23-25, 13-15 |
| 16ª giornata - 6 febbraio 2015 Burhan Felek Spor Salonu, Istanbul              | Galatasaray | 2 - 3 | Sarıyer     | 25-23, 22-25, 23-25, 25-22, 13-15 |
| 17ª giornata - 15 febbraio 2015 Bahçeköy Orman Fakültesi Spor Salonu, Istanbul | Sarıyer     | 3 - 0 | İdman Ocağı | 25-23, 25-21, 25-19               |
| 18ª giornata - 22 febbraio 2015 Cengiz Göllü Kapalı Spor Salonu, Bursa         | Bursa BB    | 3 - 0 | Sarıyer     | 25-20, 27-25, 25-17               |
| 19ª giornata - 28 febbraio 2015 Bahçeköy Orman Fakültesi Spor Salonu, Istanbul | Sarıyer     | 2 - 3 | Eczacıbaşı  | 25-19, 22-25, 25-22, 21-25, 7-15  |
| 20ª giornata - 8 marzo 2015 Burhan Felek Spor Salonu, Istanbul                 | VakıfBank   | 3 - 0 | Sarıyer     | 25-17, 25-20, 25-22               |
| 21ª giornata - 15 marzo 2015 Bahçeköy Orman Fakültesi Spor Salonu, Istanbul    | Sarıyer     | 2 - 3 | İlbank      | 25-17, 22-25, 24-26, 25-17, 9-15  |
| 22ª giornata - 22 marzo 2015 Yeşilyurt Spor Salonu, Istanbul                   | Yeşilyurt   | 0 - 3 | Sarıyer     | 24-26, 18-25, 16-25               |

#### Play-off scudetto
| Quarti di finale (gara 1) - 15 aprile 2015 Burhan Felek Spor Salonu, Istanbul | Sarıyer    | 0 - 3 | Fenerbahçe | 23-25, 25-27, 14-25 |
| Quarti di finale (gara 2) - 18 aprile 2015 Burhan Felek Spor Salonu, Istanbul | Fenerbahçe | 3 - 0 | Sarıyer    | 25-18, 25-20, 25-23 |

#### Play-off 5º posto
| Final four (gara 1) - 24 aprile 2015 Antalya Atatürk Spor Salonu, Antalya | Bursa BB    | 2 - 3 | Sarıyer     | 24-26, 25-20, 23-25, 26-24, 4-15  |
| Final four (gara 2) - 25 aprile 2015 Antalya Atatürk Spor Salonu, Antalya | Sarıyer     | 3 - 2 | Nilüfer     | 25-12, 21-25, 19-25, 25-19, 15-11 |
| Final four (gara 3) - 26 aprile 2015 Antalya Atatürk Spor Salonu, Antalya | Sarıyer     | 0 - 3 | İdman Ocağı | 21-25, 17-25, 16-25               |
| Final four (gara 4) - 1 maggio 2015 Antalya Atatürk Spor Salonu, Antalya  | İdman Ocağı | 3 - 0 | Sarıyer     | 25-21, 25-20, 25-23               |
| Final four (gara 5) - 2 maggio 2015 Antalya Atatürk Spor Salonu, Antalya  | Nilüfer     | 3 - 0 | Sarıyer     | 25-23, 25-23, 25-19               |
| Final four (gara 6) - 3 maggio 2015 Antalya Atatürk Spor Salonu, Antalya  | Sarıyer     | 1 - 3 | Bursa BB    | 18-25, 25-23, 16-25, 22-25        |

## Statistiche

### Statistiche di squadra
| Competizione     | Punti | In casa | In casa | In casa | In trasferta | In trasferta | In trasferta | Totale | Totale | Totale |
| Competizione     | Punti | G       | V       | P       | G            | V            | P            | G      | V      | P      |
| ---------------- | ----- | ------- | ------- | ------- | ------------ | ------------ | ------------ | ------ | ------ | ------ |
| Voleybol 1. Ligi | 30    | 12      | 5       | 7       | 12           | 5            | 7            | 30     | 12     | 18     |
| Totale           | -     | 12      | 5       | 7       | 12           | 5            | 7            | 30     | 12     | 18     |

G = partite giocate; V = partite vinte; P = partite perse

### Statistiche dei giocatori
| Giocatore       | Campionato | Campionato | Campionato | Campionato | Campionato | Totale | Totale | Totale | Totale | Totale |
| Giocatore       | P          | PT         | AV         | MV         | BV         | P      | PT     | AV     | MV     | BV     |
| --------------- | ---------- | ---------- | ---------- | ---------- | ---------- | ------ | ------ | ------ | ------ | ------ |
| B. Arıcı        | 22         | 77         | 37         | 37         | 3          | 22     | 77     | 37     | 37     | 3      |
| H. Baladın      | 25         | 146        | 118        | 11         | 17         | 25     | 146    | 118    | 11     | 17     |
| A. Crimes       | 21         | 281        | 203        | 67         | 11         | 21     | 281    | 203    | 67     | 11     |
| M. Durul        | 30         | 341        | 299        | 23         | 19         | 30     | 341    | 299    | 23     | 19     |
| B. Ene          | 17         | 17         | 14         | 1          | 2          | 17     | 17     | 14     | 1      | 2      |
| R. Erlalelitepe | 19         | 58         | 46         | 6          | 6          | 19     | 58     | 46     | 6      | 6      |
| S. Ersarı       | 30         | 0          | 0          | 0          | 0          | 30     | 0      | 0      | 0      | 0      |
| A. Ferreira     | 11         | 68         | 60         | 2          | 6          | 11     | 68     | 60     | 2      | 6      |
| A. Karasoy      | 30         | 73         | 11         | 33         | 29         | 30     | 73     | 11     | 33     | 29     |
| A. Köyel        | 22         | 0          | 0          | 0          | 0          | 22     | 0      | 0      | 0      | 0      |
| T. Malešević    | 29         | 277        | 213        | 36         | 28         | 29     | 277    | 213    | 36     | 28     |
| C. Navruz       | 5          | 1          | 0          | 0          | 1          | 5      | 1      | 0      | 0      | 1      |
| A. Özdemir      | 4          | 8          | 7          | 1          | 0          | 4      | 8      | 7      | 1      | 0      |
| S. Özdilek      | 3          | 0          | 0          | 0          | 0          | 3      | 0      | 0      | 0      | 0      |
| Y. Silié        | 18         | 239        | 189        | 40         | 10         | 18     | 239    | 189    | 40     | 10     |
| A. Székelyová   | 4          | 0          | 0          | 0          | 0          | 4      | 0      | 0      | 0      | 0      |
| T. Yağlıoğlu    | 1          | 0          | 0          | 0          | 0          | 1      | 0      | 0      | 0      | 0      |
| M. Yılmaz       | 28         | 124        | 40         | 68         | 16         | 28     | 124    | 40     | 68     | 16     |

P = presenze; PT = punti totali; AV = attacchi vincenti; MV = muri vincenti; BV = battute vincenti